# Wenceslao Paunero
Wenceslao Federico Paunero Lanusse (* 23. Februar 1887 in Buenos Aires; † 12. März 1937 in Mar del Plata) war ein argentinischer Fechter.

## Karriere
Paunero nahm 1924 an den Olympischen Spielen in Paris teil. Im Degeneinzel erreichte er das Viertelfinale, mit der Degenmannschaft schied er in der ersten Runde aus.